# Pișceanka, Novhorod-Siverskîi
Pișceanka (în ucraineană Піщанка) este un sat în comuna Kovpînka din raionul Novhorod-Siverskîi, regiunea Cernihiv, Ucraina.

## Demografie
Componența lingvistică a localității Pișceanka
     Rusă (90,91%)
     Ucraineană (9,09%)
Conform recensământului din 2001, majoritatea populației localității Pișceanka era vorbitoare de rusă (90,91%), existând în minoritate și vorbitori de ucraineană (9,09%).